# Tip-Disko
Die Tip-Disko war eine musikalische Wertungssendung in der DDR. Sie wurde am 5. März 1976 im Programm des Rundfunksenders Stimme der DDR zum ersten Mal ausgestrahlt.
Sie war mit dem Aufkommen der Diskomusik Mitte der 1970er Jahre, neben der Beatkiste, in der vorwiegend Rockmusik gespielt wurde, die zweite Wertungssendung im Programm von Stimme der DDR. Die Sendung lief wöchentlich freitags um 21:05 Uhr. Moderiert wurde sie bis 1980 von Harry Balkow-Gölitzer und anschließend von Thomas Froese. Als Vorspann lief Machine Gun von den Commodores.
Anfangs wurden wöchentlich 13 Titel von inländischen Bands wie auch von Gruppen aus Ungarn, Polen, Bulgarien und anderen gespielt. Es gab jeweils drei Neuvorstellungen und zehn Platzierungen. Ab 1986 gab es dann zwei nach Pop- und Rocktiteln getrennte nationale Wertungen mit je einer Neuvorstellung. Vergeben wurden fünf Plätze in der Popmusik und sechs in der Rockmusik. Ein Titel konnte sich maximal sechsmal platzieren. Konnte der Titel dabei mindestens viermal den ersten Platz belegen, erhielten die Interpreten das Tip-Disko-Diplom. Weiterhin wurden wöchentliche Wunschtitel gespielt, Schallplatten, Poster und Aufkleber für die Gewinner der Woche verlost und Fanclubadressen vermittelt. In der Rubrik Beatles-Oldie wurden wöchentlich Titel der Beatles mitschneidefreundlich gespielt.
Die 500. Sendung wurde im Herbst 1985 in einer öffentlichen Veranstaltung in der Karl-Marx-Städter Stadthalle gefeiert.

## GewinnerTip-Disko-Diplom
- 12 × Puhdys
- 10 × Karat
- 5 × Frank Schöbel
- 4 × Berluc
- 3 × Stern-Combo Meißen, Karussell
- 2 × Lift, City, Prinzip, Dialog, electra, Silly, Brigitte Stefan & Meridian, Metropol, Maja Catrin Fritsche
- 1 × Gaby Rückert, Jörg Hindemith, Perl, Wahkonda, Gerd Christian, Thomas Lück und andere